# 20589 Хенніедмоні
20589 Хенніедмоні (20589 Hennyadmoni) — астероїд головного поясу, відкритий 9 вересня 1999 року.
Тіссеранів параметр щодо Юпітера — 3,406.